# Robert C. Cooper
Robert C. Cooper (* 14. října 1968, Toronto, Ontario, Kanada) je kanadský scenárista a producent. Byl vedoucím produkce seriálu Hvězdná brána a jeho spin-offu Hvězdná brána: Atlantida, jejímž je zároveň spoluautorem. Je také spoluautorem dalšího spin-offu Stargate Universe.
Na svém autorském kontě má mnoho epizod Stargate SG-1 a Atlantis, které se stále drží na vrcholu popularity fanoušků.
Pro seriál Stargate Universe napsal většinu námětu právě on.
Zároveň vymyslel rasu Antiků, stavitelů hvězdných bran a téma aliance čtyř ras: Antiků, Furlingů, Noxů a Asgardů, přičemž poslední dvě rasy vzešly z per Harta Hansona a Katharyny Powers.
Cooper se stal asistentem vedoucího produkce ve čtvrté řadě SG-1 a vedoucím produkce v páté sezoně.
V epizodě Wormhole X-Treme ("Seriál Červí díra" - parodie seriálu sama na sebe) páté řady, kde si zahrálo vícero autorů seriálu (např. Peter DeLuise) představovala jeho postava producenta tohoto seriálu. Jednalo se o takový jeho medailonek.
V několika dalších epizodách najdeme jako vedlejší postavy Cooperovu ženu a dceru.

## Výběr z filmografie
| Scenárista | Scenárista                               | Scenárista |
| Rok        | Název                                    | Poznámky |
| ---------- | ---------------------------------------- | --- |
| 2009       | Stargate Universe                        | (4 epizody, 2009-) |
| 2008       | Hvězdná brána: Archa pravdy              | |
| 2008       | Hvězdná brána: Atlantida                 | (8 epizod, 2004-2008) |
| 2007       | Hvězdná brána (seriál)                   | (45 epizod, 1997-2007) |
| 2001       | The Impossible Elephant                  | Také známý jako: The Incredible Elephant |
| 2000       | Best Actress                             | TV Film |
| 1997       | Flash Forward                            | TV Seriál (1 epizoda) |
| 1996       | Psi Factor: Chronicles of the Paranormal | TV Seriál(4 epizody, 1996-1997) |
| 1994       | The Dark                                 | |
| 1994       | No Contest                               | |
| 1994       | The Club                                 | |
| 1992       | Blown Away                               | |
| Režisér    |                                          | |
| Rok        | Název                                    | Poznámky |
| 2009       | Stargate Universe                        | TV Seriál (1 epizoda) |
| 2008       | Hvězdná brána: Archa pravdy              | |
| 2006       | Hvězdná brána: Atlantida                 | TV Seriál (3 epizody, 2006-2009) |
| 2006       | Hvězdná brána (seriál)                   | TV Seriál (2 epizody, 2006-2007) |
| Producent  |                                          | |
| Rok        | Název                                    | Poznámky |
| 2009       | Stargate Universe                        | TV Seriál (executive producer: 11 epizod) |
| 2008       | Hvězdná brána: Návrat                    | Direct-to-DVD movie (executive producer) |
| 2008       | Hvězdná brána: Archa pravdy              | Direct-to-DVD movie (producer) |
| 2004       | Stargate Atlantis                        | TV Seriál (executive producer: 99 epizod, 2004-2009) |
| 1999       | Hvězdná brána (seriál)                   | TV Seriál (executive producer: 126 epizod, co-executive producer: 22 epizod, co-producer: 12 epizod, producer: 11 epizod, supervising producer: 11 epizod; 1999-2007) |